# Dai 2 Seichōki
Albums de Berryz Kōbō
1st Chō Berryz
(2004) 3 Natsu Natsu Mini Berryz
(2006)
Compilations par Berryz Kōbō
Special! Best Mini
(2005)
Singles
1. Happiness ~Kōfuku Kangei!~
Sortie : 25 août 2004
2. Koi no Jubaku
Sortie : 10 novembre 2004
3. Special Generation
Sortie : 30 mars 2005
4. Nanchū Koi wo Yatterū You Know?
Sortie : 8 juin 2005
5. 21ji Made no Cinderella
Sortie : 3 août 2005

Dai 2 Seichōki (第②成長記, Dai Ni Seichōki) est le deuxième album du groupe Berryz Kōbō.

## Présentation
L'album sort le 16 novembre 2005 au Japon sur le label Piccolo Town. Il est écrit, composé et produit par Tsunku, et atteint la 19e place du classement des ventes hebdomadaire de l'Oricon. Il restera le deuxième album le plus vendu du groupe, après son premier 1st Chō Berryz sorti l'année précédente.
C'est le premier album de la formation du groupe à sept membres, qui sort peu après le départ de Maiha Ishimura le mois précédent ; elle n'y est pas créditée bien que chantant sur les chansons-titres des singles présents, sortis avant son départ.
Il contient douze titres, dont cinq sortis précédemment en singles (Happiness ~Kōfuku Kangei!~, Koi no Jubaku, Special Generation, Nanchū Koi wo Yatterū You Know?, 21ji Made no Cinderella), deux instrumentaux en introduction et conclusion, et donc cinq nouvelles chansons. Quatre des chansons de l'album figureront aussi sur la compilation Berryz Kōbō Special Best Vol.1 de 2009 (Koi no Jubaku, Special Generation, Nanchū Koi wo Yatterū You Know?, et Sabori).

## Formation
Membres créditées sur l'album :
- Saki Shimizu
- Momoko Tsugunaga
- Chinami Tokunaga
- Miyabi Natsuyaki
- Māsa Sudō
- Yurina Kumai
- Risako Sugaya

## Liste des titres
1. Special Opening (スッペシャルOP?) (instrumental)
2. Special Generation (スッペシャルジェネレーション?) (6e single)
3. Nanchū Koi wo Yatterū You Know? (なんちゅう恋をやってる YOU KNOW？?) (7e single)
4. Joshi Basket-Bu ~Asaren Atta Hi no Kamigata~ (女子バスケット部～朝練あった日の髪型～?)
5. Koi no Jubaku (恋の呪縛?) (5e single)
6. Ohiru no Kyūkeijikan. (お昼の休憩時間。?)
7. Happiness ~Kōfuku Kangei!~ (ハピネス～幸福歓迎！～?) (4e single)
8. Sabori (さぼり?)
9. 21ji Made no Cinderella (21時までのシンデレラ?) (8e single)
10. Aisuru Hito no Namae wo Nikki ni (愛する人の名前を日記に?)
11. Berryz Kōbō Kōshinkyoku (Berryz工房行進曲?)
12. Special Ending (スッペシャルED?) (instrumental)